# Moonless Moon
《Moonless Moon》是日本獨立遊戲開發者岡一秀和製作的一款文字冒險遊戲，於2024年8月8日在Steam免費發佈，同年9月19日在任天堂eShop發售。

## 遊戲內容
《Moonless Moon》採用文字冒險遊戲的玩法，玩家扮演的女學生夜蕗，每到晚上，夜蕗就會身處不同的世界。有時是月球表面，有時是隧道中咖啡廳，還有時是浮空島，夜蕗在不同的世界中結識朋友，同時也開始質疑白天的生活是否真實。遊戲每個章節有解密內容，玩家需要在一段文章中尋找關鍵字，收集的關鍵字用於填充一段話的缺失內容，完成後進入下一個章節。遊戲根據玩家填充的關鍵字進入不同的結局，在不同的結局中，夜蕗都會慢慢了解這個世界秘密，得知每個人在步入青春期左右，就能穿越不同世界。

## 開發及發行
岡一秀和是日本獨立遊戲開發者。2023年5月，岡一秀和發佈《在早上五點彈鋼琴》後開始構思新專案，專案原型的風格是「可供遊玩的音樂短片」，並增加了音樂在遊戲中的比重。岡一秀和帶著遊戲原型參加2023年東京電玩展，活動中發行商room6對這個構思很感興趣，還推薦給神椿工作室製作人PIEDPIPER。雙方接觸後，PIEDPIPER邀請岡一秀和加入工作室，並擴大專案開發規模。《Moonless Moon》是擴大後專案「ANMC」的第一部作品。岡一秀和負責劇本和開發工作，（Hizumi）擔任角色設計，神椿工作室旗下的音樂創作者也參與其中，遊戲中歌曲由kahoca、WaMi和（Muto）三人演唱。
遊戲的劇情設計源於岡一秀和在日常生活的體驗，同時也參考了《〈連結／離線〉的社會學》。遊戲中穿插在過場間的三首歌曲，由神椿工作室作曲家和歌手根據岡一秀和提供的劇情、素材創作，歌曲用於傳達主角夜蕗的情感變化。片頭曲《Outline Seaside》由（Haruha）作曲填詞，kahoca演唱，歌曲上半部表達出主角夜蕗的迷茫和彷徨，下半部傳達出夜蕗在探索中找到前進的方向。主題曲《Sad Sad Hot Latte》由春野作曲填詞，Muto演唱，該曲Muto試圖營造在「耳邊低聲，在世界上獨自一人放聲歌唱的氣氛」。歌曲完成錄製後，春野又根據Muto的演唱風格，修改了歌曲，增加了呼吸的元素。插入曲由ueil作曲填詞，WaMi演唱，歌曲靈感來自遊戲角色之間「鬆散又明確的人際關係」。岡一秀和也從LINTALO製作的音乐视频獲得靈感，修改遊戲中的場景設計。
2024年5月25日，room6發行品牌Yokaze和神椿工作室首次披露《Moonless Moon》的資訊，遊戲預計在年內發售，同日公佈預告片和Steam商品頁面。同年8月1日，神椿工作室表示遊戲將在8月8日在Steam發售，支持Windows和Mac平台遊玩。8月4日，部分參與創作的歌手與岡一秀和舉行網絡直播「Moonless Moon Streaming Live」宣傳作品。同年9月5日，遊戲的任天堂Switch版展開預售，9月19日正式發售。

## 反響及評價
遊戲在Steam發售後獲得極度好評。Game*Spark評論員Mr.Katoh認為岡一秀和以平易近人的文筆創造一個我們熟悉的世界，但是這個世界又帶有一些「違和感」，這種感覺貫穿整個故事。作品的一大看點是女主夜蕗對這個世界多感官的細膩描寫，此外遊戲的美術、音樂和文本之間相得益彰，表現出作者強烈的個人風格。Noisy Pixel評論員表示該作設計了一個有趣的世界觀，但是虎頭蛇尾，沒有繼續深入討論，也沒有帶來劇情上的高潮。遊戲玩法未能如《Today I Die》般，探索出更好的敘事方法，僅僅停留在解密層面。